# 浅川稚広
浅川 稚広（あさかわ ちひろ、1978年11月10日 - ）は、日本の女優、元お菓子系アイドル。
東京都出身、サラ・プロジェクト所属。

## 略歴
東京都立新宿山吹高等学校、日本大学芸術学部卒業。
1995年頃はアイドル雑誌などのグラビアなどで活動。1998年から1999年にかけては、岡部玲子（岡部令子名義）と浅川ちひろ名義でアイドルユニット「ペパーミント（PepperMint）」を結成し活動していた。20代になってからは舞台や映画などを活動の中心としている。主な出演作品には1998年の映画『愛を乞うひと』（主演の原田美枝子の少女時代）などがある。
中国語を勉強している。

## 出演

### 映画
- 愛を乞うひと（1998年9月26日公開、東宝、監督：平山秀幸） - 照恵 役
- カタクリ家の幸福（2002年2月23日公開、松竹、監督：三池崇史）
- 明日の記憶（2006年5月13日公開、東映、監督：堤幸彦） - 結婚式司会 役
- フラガール（2006年9月16日公開、シネカノン、監督：李相日） - 神山愛子 役
- ミラクルバナナ（2006年9月16日公開、『ミラクルバナナ』製作委員会、監督：錦織良成） - ドラマの登場人物 役
- 地下鉄に乗って（2006年10月21日公開、ギャガ＝松竹、監督：篠原哲雄）
- 魂萌え!（2007年1月27日公開、シネカノン、監督：阪本順治） - 敏子 役
- FM89.3MHz（2007年1月27日公開、楽映舎、監督：仰木豊） - ゆかタン 役
- キトキト!（2007年3月17日公開、シネカノン、監督：吉田康弘） - 事務員 役
- アキレスと亀（2008年9月20日公開、東京テアトル＝オフィス北野、監督：北野武）
- ヘブンズ・ドア（2009年2月7日公開、アスミック・エース、監督：マイケル・アリアス）
- 守護天使（2009年6月20日公開、エイベックス・エンタテインメント、監督：佐藤祐市）
- 交渉人 THE MOVIE（2010年2月11日公開、東映、監督：松田秀知）
- 猿ロック THE MOVIE（2010年2月27日公開、S・D・P＝ショウゲート、監督：前田哲）
- ステキな金縛り（2011年10月、東宝）

### テレビ番組
- 賭事女王（1999年、フジテレビ）
- NHK中国語会話（2001年）
- テレビで中国語（2012年11月27日 Eテレ）

### テレビドラマ
- ドラマ愛の詩 ズッコケ三人組 第11・12話（1999年6月19日・26日、NHK教育） - シノブ 役
- はぐれ刑事純情派（テレビ朝日）
  - 第15シリーズ 第5話（2002年5月1日） - 内山雅美 役
  - 第15シリーズ 最終話（2002年10月2日） - 畑中千恵 役
  - ファイナル 最終話（2005年6月29日）- 渋谷駅の花屋店員 役
- 火曜サスペンス劇場 弁護士・高林鮎子 32「山形新幹線・つばさ106号の乗客」（2003年7月1日、日本テレビ系列） - 魚津志穂 役
- おみやさん3 第4話（2004年7月15日、テレビ朝日） - 坂巻宏美 役
- 土曜ワイド劇場 殺人被害者の妻（2005年11月26日、テレビ朝日） - 向井美奈 役
- パズル 第3話（2008年5月2日、テレビ朝日系列） - 川上佐智子 役
- 警視庁捜査一課9係 第9話（2006年6月14日、テレビ朝日） - 綿引よしえ 役
- その男、副署長〜京都河原町署事件ファイル〜 第2シリーズ 第5話（2008年7月31日、テレビ朝日） - 三塚桜 役
- 新・警視庁捜査一課9係 第1話（2009年7月1日、テレビ朝日） - 大野里実 役
- 月曜ゴールデン 狩矢警部シリーズ 6 「燃えた花嫁」（2009年2月2日、TBS系） - 服部めぐみ 役
- 水戸黄門・第40部 第15話「とどけ歌声、響け空桶 -高山-」（2009年11月16日、TBS/C.A.L） - おせん 役
- ナサケの女〜国税局査察官〜（2010年10月21日 - 、テレビ朝日） - 国税局査察官 役
- 土曜ワイド劇場 検事・朝日奈耀子12（2012年6月2日、テレビ朝日） - 森野友子 役

### ミュージカル
- 『GANG』 - リリー役 （1995年）

### CM
- ローソン（2007年）

### その他
- 8UPPERS FEATURE MUSIC FILM（2010年） - えいとの母親 役

## 作品

### 写真集
- FIRST（1996年2月、ヒット出版社、撮影：井上一真）ISBN 4-938544-66-0
- Rabbit Chihiro Asakawa Pictorial（1998年2月、桜桃書房、撮影：井上一真）ISBN 4-7567-0659-2
- 浅川ちひろ&岡部令子- PepperMint（1998年5月、ぶんか社、撮影：会田我路）ISBN 4-8211-2229-4

### ビデオ
- 浅川千裕 時（桜桃書房）

### DVD
- 千裕13歳（プティアミジャパン）

### CD-ROM
- 浅川千裕（桜桃書房）

### 音楽CD
- 「A DAY IN THE LIFE」（2010年）浅川稚広名義のフォークソングカバー・アルバム

他に岡部令子とのアイドルユニット「ペパーミント (PepperMint)」、「郷ひろみ With HYPER GO号」名義でシングルCDを出している。